# Kigwancha Sports Club
Kigwancha Sports Club (em chosŏn'gŭl: 기관차체육단) é um clube multiesportivo norte-coreano com sede em Sinŭiju.
Fundado em 11 de janeiro de 1956, o clube pertence Companhia Estatal de Ferrovias da Coreia do Norte e atua como mandante no Estádio Sinŭiju.
A equipe masculina de futebol conquistou a Liga Nacional local por 6 vezes.

## Títulos

### Nacionais
- Liga de Futebol da Coreia do Norte
  - Campeão (6): 1996, 1997, 1998, 1999, 2000 e 2016

- Jogos Mangyongdae
  - Campeão (2): 2004 e 2005

- Jogos Poch'ŏnbo
  - Campeão (3): 2007